# زادمایه

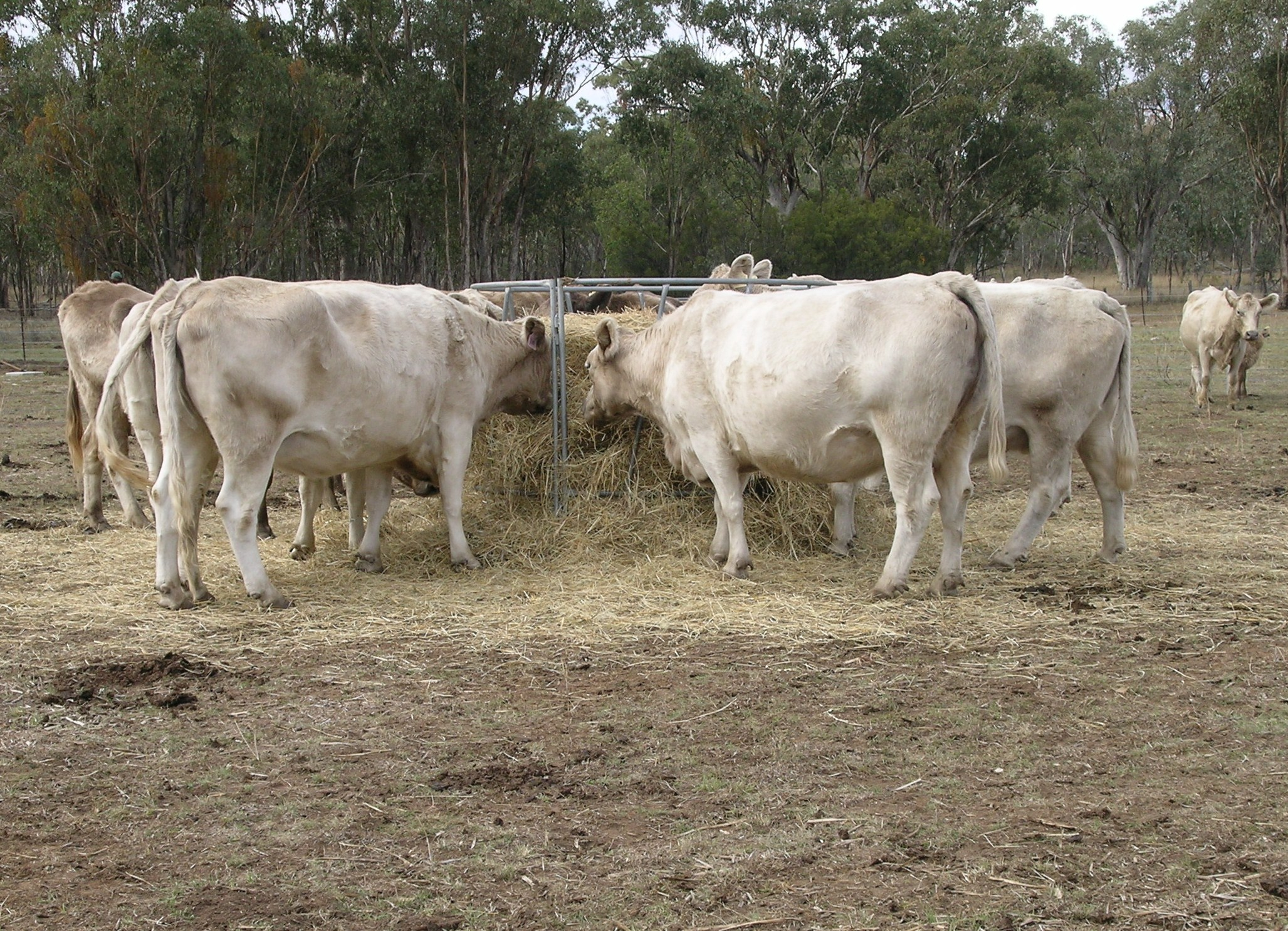
گاوهای زادمایه از نژاد خاکستری موری که در طول خشکسالی غذای تکمیلی دریافت می‌کنند، گرامن، NSW.

جانور زادمایه (به انگلیسی: Stud) یک جانور ثبت شده‌است که برای زادگیری نگهداری می‌شود. اصطلاحات مربوط به نر یک گونه جانوری معین (نریان، گاو نر، خروس، و غیره) معمولاً به این معنی است که جانور دست‌نخورده‌است - یعنی اخته نشده‌است - و بنابراین، توانایی پرورش فرزندان را دارد. واژگان تخصصی برای جانورانی که جنسیت‌زدایی شده‌است (اسب اخته، گاو و غیره) و جانورانی که در درجه‌بندی تا وضعیت اصیل استفاده می‌شوند، وجود دارد.
ماده‌های زادمایه معمولاً برای زادآوری جانوران زادمایه دیگر استفاده می‌شوند، اما نرهای پرواری ممکن است در برنامه‌های تلاقی دورگه‌سازی بهره‌گیری شوند. هر دو جنس از جانوران زادمایه به‌طور منظم در برنامه‌های پرورش مصنوعی استفاده می‌شوند.
مزرعه زادمایه، در دامپروری، تأسیساتی برای زادگیری گزینشی با استفاده از جانوران زادمایه است. این کار سبب گزینش مصنوعی می‌شود.